# Schieder Möbel Holding
Die Schieder Möbel Holding GmbH war der größte europäische Möbelhersteller mit Sitz in Schieder-Schwalenberg. Unter der Holding versammelten sich eine Reihe von Produzenten, welche unter ihrem jeweils eigenen Namen auftraten.
Gegründet wurde Schieder 1964 von Rolf Demuth.
Das Unternehmen expandierte 1974 als erstes deutsches Unternehmen nach Italien. 1989 folgten Polen und 2001 Russland.
2007 verfügte das Unternehmen über 41 Standorte in Europa und Asien mit mehr als 11.000 Mitarbeitern.

## Insolvenz und Bilanzskandal 2007
Nachdem er die Unternehmensführung im Oktober 2004 an Samir Jajjawi und Franz-Josef Golüke abgegeben hatte, übernahm der Gründer des Unternehmens Rolf Demuth im Dezember 2006 erneut die Unternehmensleitung.
Am 12. April 2007 meldete die Holding Insolvenz an, nahm aber den vorsorglich gestellten Antrag nach einigen Tagen wieder zurück.
Nach Beschluss der Gesellschafterversammlung vom Anfang Mai 2007 wurde die Schieder-Gruppe durch eine fünfköpfige Geschäftsleitung geführt. Hierbei wurde Ulrich Wlecke als Geschäftsführer neu benannt, der sich schwerpunktmäßig der Restrukturierung der Gruppe widmen sollte. Er war gleichzeitig Managing Director der Unternehmensgruppe Alix Partners, die die Schieder Gruppe bei der Neuausrichtung unterstützten.
Anfang Juni 2007 wurde bekannt, dass die Sanierer auf erhebliche Bilanzmanipulationen in der Vergangenheit gestoßen sind, die zur Festnahme von vier ehemaligen Managern, darunter auch dem Alteigentümer Rolf Demuth, geführt haben. Am 15. Juni 2007 meldete das Unternehmen erneut Insolvenz an. Zuvor waren Gespräche mit den Banken über eine weitere Finanzierung gescheitert.
2010 erhob die Staatsanwaltschaft Anklage bei dem Landgericht Detmold gegen die vier Beschuldigten wegen eines Gesamtschadens von mindestens 234 Millionen Euro. Im April 2011 wurden der Unternehmensgründer Rolf Demuth und der ehemalige Finanzvorstand des Unternehmens zu Haftstrafen, die beiden anderen Angeklagten zu Bewährungsstrafen verurteilt. Im Juli 2013 wurde Demuth auf Bewährung aus der Haft entlassen.